# منطقة روزنهايم
مِنطقَة رُوزِنّهَآيْمٌّ (بالأَلمانِيَّة: Landkreis Rosenheim) هي دائِرَة أَلمانِيَّة تَّابعة لمُحافظة باڤارِيا العُليَا في وِلاَية باڤارِيا في جُمهُوريَّة أَلمَانيَا الاِتّحاديّة. وتضُمّ مِنطقَة رُوزِنّهآيمٌّ ثلَاث مُدُن، وأَربعة أَسواق، وتِسعة وثلَاثِين بَلدَة، وبلدتين حُرَّتينِ بمِساحة تُقَدَّر بحَوالَي 1439 كم2.

## معرض صور

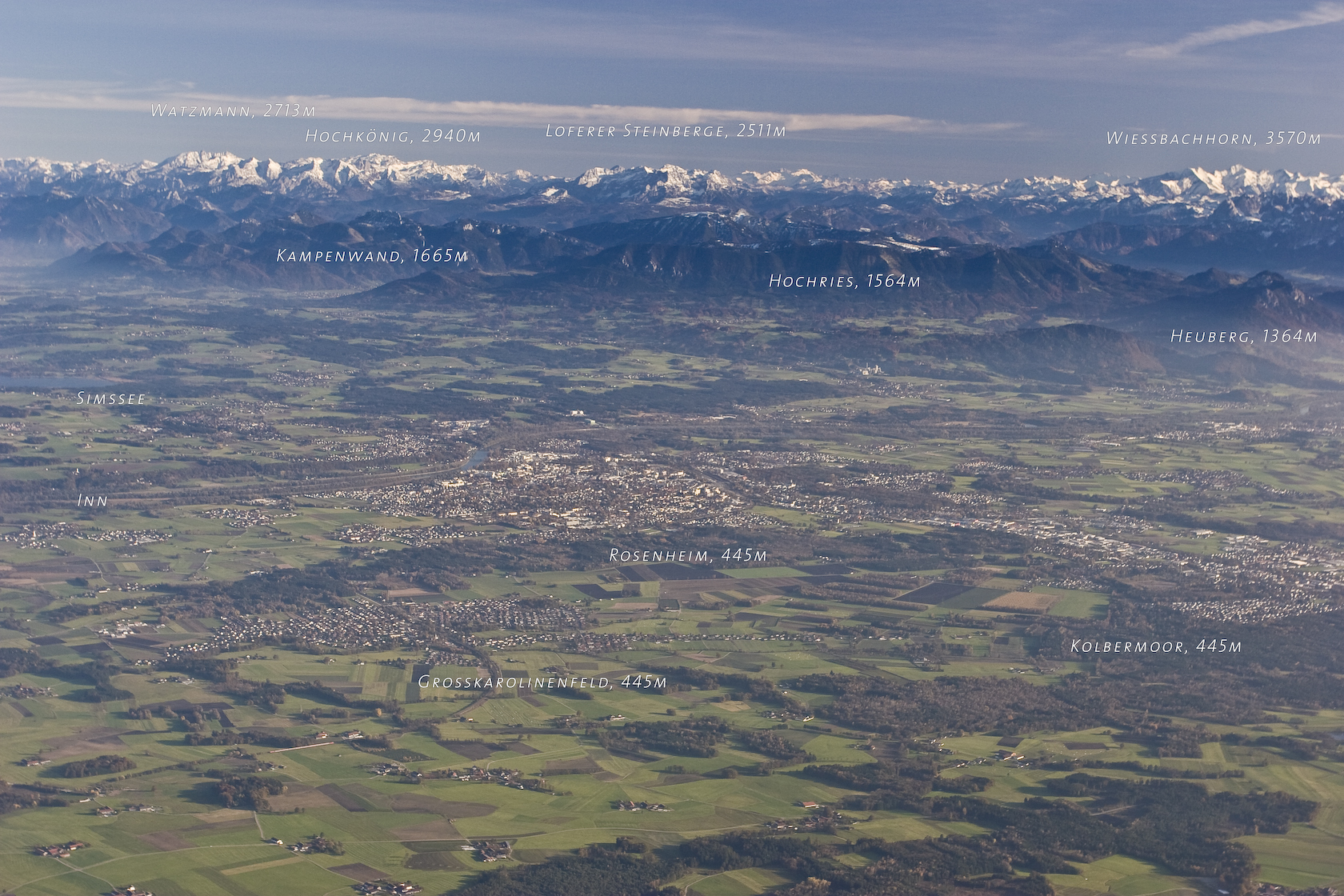
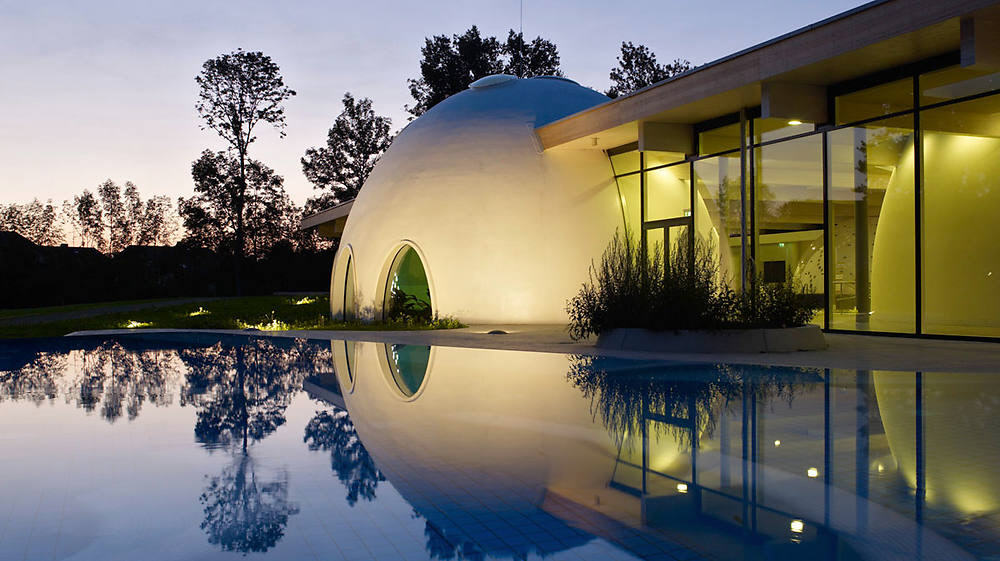
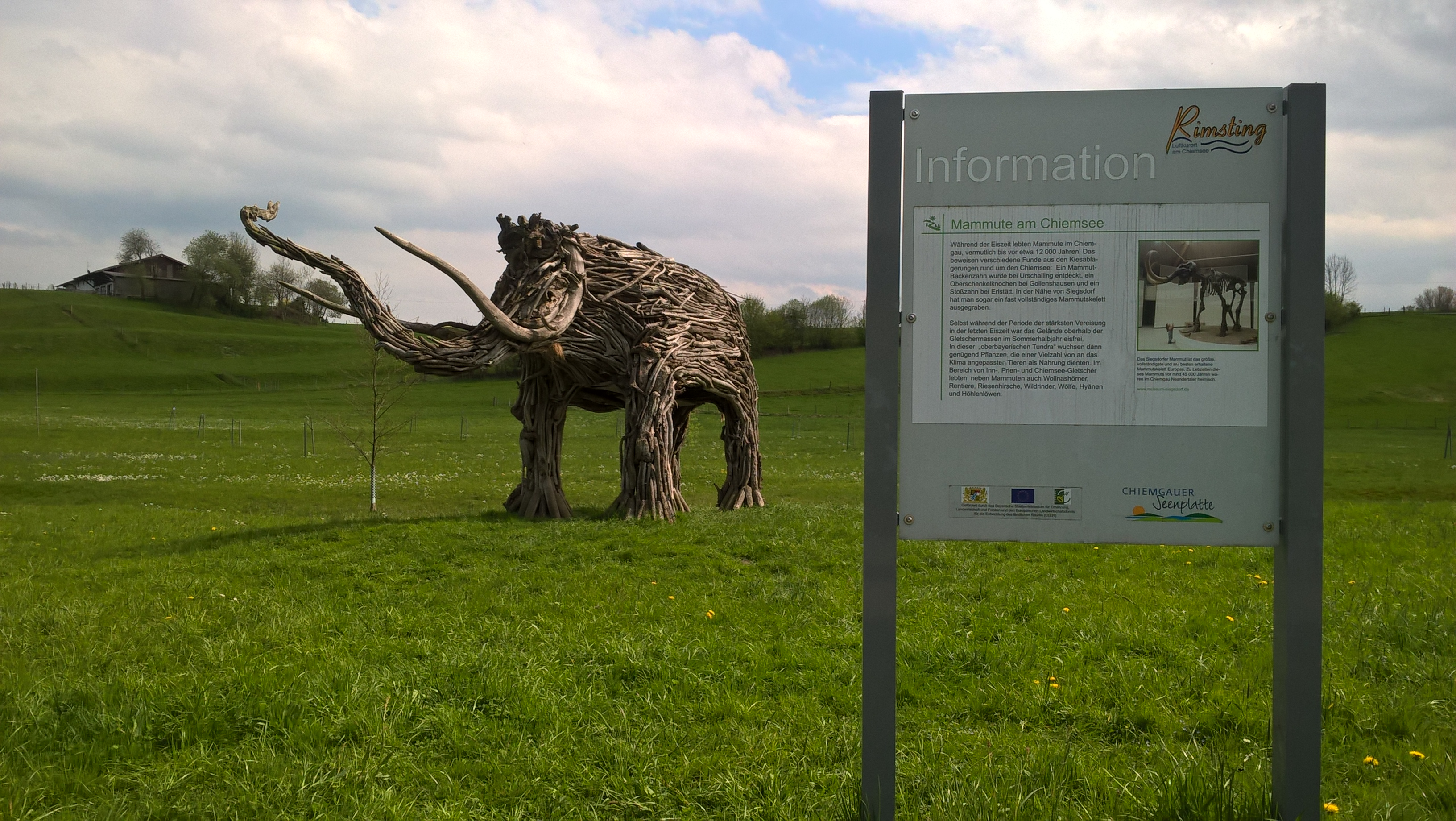
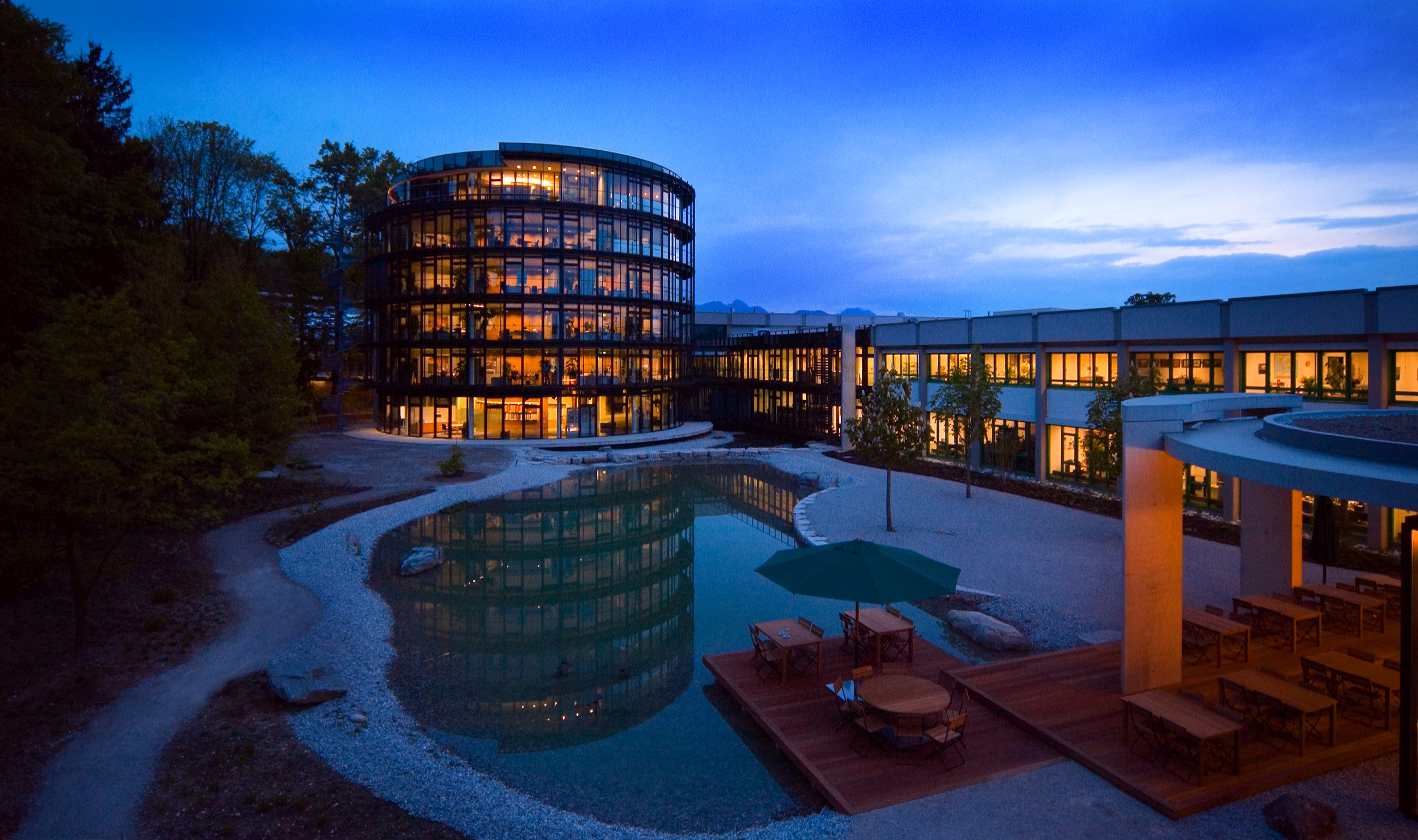

## التّقسِيمات الإِدارِيّة
تضُمّ مِنطقَة رُوزِنّهآيمٌّ ثلَاث مُدُن، وأَربعة أَسواق، وتِسعة وثلَاثِين بَلدَة، وبلدَتينِ فِي المجَال الإِدارِيِّ الحُرَّ. بمِساحة تُقَدَّر بحَوالَي 1439 كم2. وهي كالتَّالي:

### المُدُن
| اِسم المدِينة           | ٱلِٱسم بالأَلمانِيَّة        | عَدد السُكَّان | المِساحَة (كم²) |
| --------------------- | ----------------------- | ---------- | ------------- |
| مدِينة بَاد آيْبلِينغٌ     | Stadt Bad Aibling       | 18٬595     | 41            |
| مدِينة كُولْبِيرمُوّْر       | Stadt Kolbermoor        | 18٬371     | 19            |
| مدِينة ڤََاسيربُورَغ أَم إِن | Stadt Wasserburg am Inn | 12٬759     | 18            |

### الأَسوَاق
| اِسم السُّوق          | ٱلِٱسم بالأَلمانِيَّة        | عَدد السُكَّان | المِساحَة (كم²) |
| ------------------ | ----------------------- | ---------- | ------------- |
| سُوق إِندُورف         | Markt Bad Endorf        | 8٬269      | 40            |
| سُوق برُوكمُوهل       | Markt Bruckmühl         | 16٬330     | 50            |
| سُوق نُويبِيُويرن      | Markt Neubeuern         | 4٬387      | 15            |
| سُوق بِريّن أَم كِيمزِيه | Markt Prien am Chiemsee | 10٬647     | 20            |

### البلدَات
| اِسم البلدَة               | ٱلِٱسم بالأَلمانِيَّة                        | عَدد السُكَّان | المِساحَة (كم²) |
| ------------------------ | --------------------------------------- | ---------- | ------------- |
| بَلْدَة آلبآَخْينغٌ            | Gemeinde Albaching                      | 1٬732      | 18            |
| بَلْدَة أَمِيرآنغٌ             | Gemeinde Amerang                        | 3٬707      | 40            |
| بَلْدَة أَشَآُو إِم كِيمغآُو      | Gemeinde Aschau im Chiemgau             | 5٬685      | 79            |
| بَلْدَة بَابِينسهام           | Gemeinde Babensham                      | 3٬004      | 54            |
| بَلْدَة بَاد فَآيْلِنبَآَخْ        | Gemeinde Bad Feilnbach                  | 8٬076      | 57            |
| بَلْدَة بِيرِنَآُو أَم كِيمزِيه    | Gemeinde Bernau am Chiemsee             | 6٬802      | 27            |
| بَلْدَة بِرَآنينبُورَغ          | Gemeinde Brannenburg                    | 5٬946      | 33            |
| بَلْدَة بِرَآيْتبرُونّ أَم كِيمزِيه | Gemeinde Breitbrunn am Chiemsee         | 1٬549      | 8             |
| بَلْدَة كِيمزِيه              | Gemeinde Chiemsee                       | 235        | 3             |
| بَلْدَة إِدلِينغٌ              | Gemeinde Edling                         | 4٬550      | 20            |
| بَلْدَة إِجّشَتِيت              | Gemeinde Eggstätt                       | 2٬895      | 24            |
| بَلْدَة آيِسِيلِفِينغٌ           | Gemeinde Eiselfing                      | 2٬982      | 35            |
| بَلْدَة فِيلِدكِيرشِنٌَ-ڤِيستِيرهَام | Gemeinde Feldkirchen-Westerham          | 10٬792     | 53            |
| بلدة فلينتسباخ أم إن     | Gemeinde Flintsbach am Inn              | 3٬060      | 31            |
| بَلْدَة فرَاسدُورف            | Gemeinde Frasdorf                       | 3٬122      | 32            |
| بَلْدَة جرِيسشَتِيت            | Gemeinde Griesstätt                     | 2٬729      | 29            |
| بَلْدَة غرُوسكَارُولِينِينفِيلِد   | Gemeinde Großkarolinenfeld              | 7٬335      | 29            |
| بَلْدَة جِشتَادت أَم كِيمزِيه    | Gemeinde Gstadt am Chiemsee             | 1٬167      | 10            |
| بَلْدَة هَالفِينغٌ             | Gemeinde Halfing                        | 2٬840      | 22            |
| بَلْدَة هُوسلڤَآنغٌ            | Gemeinde Höslwang                       | 1٬294      | 16            |
| بَلْدَة كِيفِيرسفِيلِدن         | Gemeinde Kiefersfelden                  | 6٬864      | 37            |
| بَلْدَة نُوسّدُورف أَم إِن       | Gemeinde Nußdorf am Inn                 | 2٬656      | 29            |
| بَلْدَة أُوبِرآُودُورف          | Gemeinde Oberaudorf                     | 5٬129      | 59            |
| بَلْدَة بِفَافِّينغٌ             | (Gemeinde Pfaffing (Landkreis Rosenheim | 4٬075      | 35            |
| بَلْدَة بُروتِّينغٌ             | Gemeinde Prutting                       | 2٬739      | 16            |
| بَلْدَة رَامِيرِبِيرغٌ           | Gemeinde Ramerberg                      | 1٬354      | 8             |
| بَلْدَة رَآُوبلِينغٌ            | Gemeinde Raubling                       | 11٬439     | 44            |
| بَلْدَة رِيِّديرِينغٌ            | Gemeinde Riedering                      | 5٬579      | 38            |
| بَلْدَة رِيِمستينغٌ            | Gemeinde Rimsting                       | 3٬887      | 20            |
| بَلْدَة رُوهَاردُورف           | (Gemeinde Rohrdorf (am Inn              | 5٬770      | 29            |
| بَلْدَة غُوت أَم إِن           | Gemeinde Rott am Inn                    | 4٬032      | 19            |
| بَلْدَة سَامِيربِيرغٌ           | Gemeinde Samerberg                      | 2٬843      | 33            |
| بَلْدَة شِيشِين               | Gemeinde Schechen                       | 4٬849      | 32            |
| بَلْدَة شُونشتِيت             | Gemeinde Schonstett                     | 1٬354      | 14            |
| بَلْدَة سُوشتِينآُو            | Gemeinde Söchtenau                      | 2٬659      | 26            |
| بَلْدَة سُوين                | Gemeinde Soyen                          | 2٬816      | 29            |
| بَلْدَة شتِيڤآنسكيِرشِن        | Gemeinde Stephanskirchen                | 10٬348     | 27            |
| بلدة تونتنهاوزِن          | Gemeinde Tuntenhausen                   | 7٬114      | 69            |
| بَلْدَة ڤُوغتَارُويِت           | Gemeinde Vogtareuth                     | 3٬099      | 34            |

### البلدَات الحُرَّة
| اِسم البلدَة            | ٱلِٱسم بالأَلمانِيَّة                 | المِساحَة (كم²) |
| --------------------- | -------------------------------- | ------------- |
| بَلْدَة غُوتِير فُورِست-نُورد | Gemeindefreies Rotter Forst-Nord | 7             |
| بَلْدَة غُوتِير فُورِست-زُوت  | Gemeindefreies Rotter Forst-Süd  | 3             |

## أعلام
- جونتر ماريا هالمير

## وصلات خارجية
- الصّفحة الرّسميّة لِمِنطقَة رُوزِنّهَآيْمٌّ (بالألمانية)